# Фрейфал
Фрейфал, Фрейфал (рос. фрейфал, англ. free-fall, нім. Freifall m) — вільно падаючий буровий інструмент. Застосовується для ударного буріння. Винайдений у Франції Кіндом та Фабіаном (1844—1846 рр.).
Механізм фрейфала виконаний таким чином, що коли буровий інструмент вдарявся об вибій свердловини гільза пристрою Фабіана разом зі штангами продовжувала спускатися вниз і завдяки внутрішньому клину сідала й зчіплювалась з долотом таким чином, що весь буровий інструмент з усією силою своєї ваги, вільно падаючи, вдарявся об вибій свердловини. 

## Інтернет-ресурси
- Фрейфал